# Metodyki projektowania systemów wieloagentowych
Metodyki projektowania systemów wieloagentowych – systemy wieloagentowe poprzez złożoną budowę oraz różnorodność architektury agentów wymagają zastosowania określonych metodyk projektowych. Nurtem stanowiącym bazę dla różnych podejść metodycznych jest zorientowanie obiektowe (ang. Object Orientation) wynikające z pierwotnego nurtu postrzegania agentów w kategoriach oprogramowania obiektowego.
Mimo rozwoju koncepcji systemów wieloagentowych w ostatnich latach nadal nie określono głównego standardu projektowania takich rozwiązań w przeciwieństwie do podejścia obiektowego w procesie projektowania systemów informatycznych i zastosowania w nim języka UML.

## Metodyki
Do najważniejszych metodyk projektowych zaliczyć można:
- Gaja
- Roadmap
- Prometheus
- MaSE
- AOR
- OPM/ MAS
- MASSIVE
- Igenias
- Tropos
- PASSI i Agile PASSI
- DESIRE
- MASS-CommonKADs

## Problemy zastosowania
Do głównych problemów zastosowania danej metodyki zaliczyć można:
- wspomaganie jedynie wybranych etapów cyklu życia systemu przez wybraną metodykę,
- ukierunkowanie na określoną architekturę agenta,
- ukierunkowanie na określoną platformę wieloagentową,
- brak zdefiniowania metamodelu metodyki,
- brak odniesienia do niektórych aspektów budowy systemu,
- różnorodność notacji diagramów tworzonych przy zastosowaniu okresowej metodyki,
- brak narzędzi typu CASE do budowy i walidacji projektu systemu.

Rozwiązaniem tak postawionych problemów może być łączenie ze sobą różnych metodyk wspomagających określone fazy cyklu życia lub próba zdefiniowania jednego spójnego języka projektowania agentów, systemów wieloagentowych oraz hybrydowych systemów wieloagentowych.